# Conte zio
Il conte zio è un personaggio immaginario presente ne I promessi sposi, romanzo di Alessandro Manzoni. 
È uno zio che don Rodrigo ha in comune con il conte Attilio.

## Descrizione
Lo incontriamo per la prima volta nel capitolo XI, ma entra nell'azione della vicenda nel capitolo XVIII, proprio a metà libro, ed è presentato con metodo ribaltato rispetto al solito: prima vi è la sua descrizione diretta da parte del narratore onnisciente, poi la verifica di tali caratteristiche "sul campo", grazie al colloquio con il padre provinciale.
Scrive Manzoni:
(I promessi sposi, cap. XVIII, p. 354)
Si capisce che il conte zio era un uomo di estremo prestigio, e questo era aumentato soprattutto dopo un viaggio a Madrid, nel palazzo reale, dal Re di Spagna; il suo volere era difficilmente contrastabile ed aveva in mano un grande potere. Nella storia, il conte Attilio gli chiede aiuto riguardo a fra Cristoforo.
Il conte invita dunque il padre provinciale ad un incontro ben preparato, per far capire al religioso chi comanda (si è circondato, per l'occasione, delle più alte cariche politiche: parenti altolocati e sprezzanti, clienti ossequiosi o fidati ecc. che si comportavano con "sprezzatura signorile"). Il padre provinciale capisce e infatti, dopo mille tentennamenti, viene convinto ad allontanare da Pescarenico padre Cristoforo. Negli ultimi capitoli del romanzo il conte zio muore, ucciso dalla peste.
Eugenio Donadoni scrive che quella del conte zio è un'autorità "d'influenza", esercitata a fine malefico. È un anonimo, che ha la forza della sua nullità, la consapevolezza del suo niente divenuto una potenza, è ombroso del suo credito, del suo sangue, del suo nome, che son tutto per lui; la sua vanità si trasforma in ingiustizia e l'uomo ridicolo diventa cattivo. Nel colloquio con il padre provinciale appare esperto diplomatico; la sua prudenza (che è spesso viltà ed egoismo) è la sua virtù. È vacuo non men che cattivo, irriducibilmente testardo e puntiglioso. Punta alla carriera, avveduto e scaltro, ambiguo nei comportamenti ma vuoto dietro l'apparenza, «come quelle scatole […] con su certe parole arabe, e dentro non c'è nulla».